# Río Gaznata
El río Gaznata es un curso de agua del interior de la península ibérica, afluente del Alberche. Discurre por la provincia española de Ávila.

## Descripción

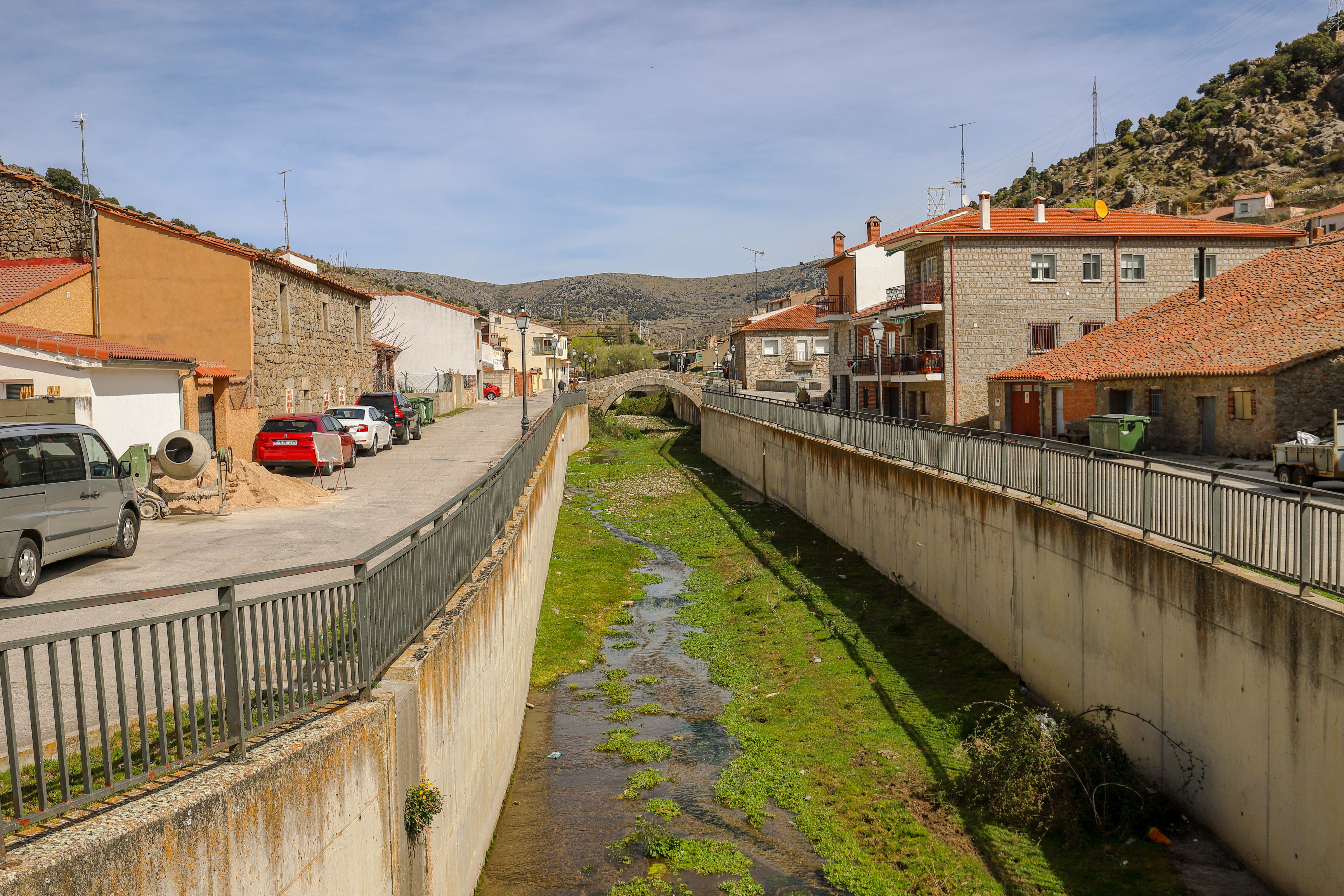
Río Gaznata a su paso por la localidad de El Herradón

El río discurre por la provincia de Ávila y tiene su origen en la sierra de Malagón. Baña los términos municipales de Herradón de Pinares, San Bartolomé de Pinares, Santa Cruz de Pinares y El Barraco antes de terminar cediendo sus aguas al Alberche, en el embalse del Burguillo.
Aparece descrito en el octavo volumen del Diccionario geográfico-estadístico-histórico de España y sus posesiones de Ultramar de Pascual Madoz de la siguiente manera:

GAZNATA: r. de la prov. de Avila part. jud. de Cebreros: tiene su origen de varios manantiales que se desprenden de la sierra de Malagon y despues de un curso de unas 4 1/2 leg. desemboca en el Alberche un poco mas abajo de el Barraco, recibiendo por su izqd. á 1/2 leg. de su nacimiento un pequeño arroyo: baña los térm. de Herrodon (donde hay un puente) San Bartolomé de Pinares, el Sta. Cruz de Pinares y el Barraco, y su curso es perenne, aunque escaso en el estio.
(Madoz, 1847, p. 340)

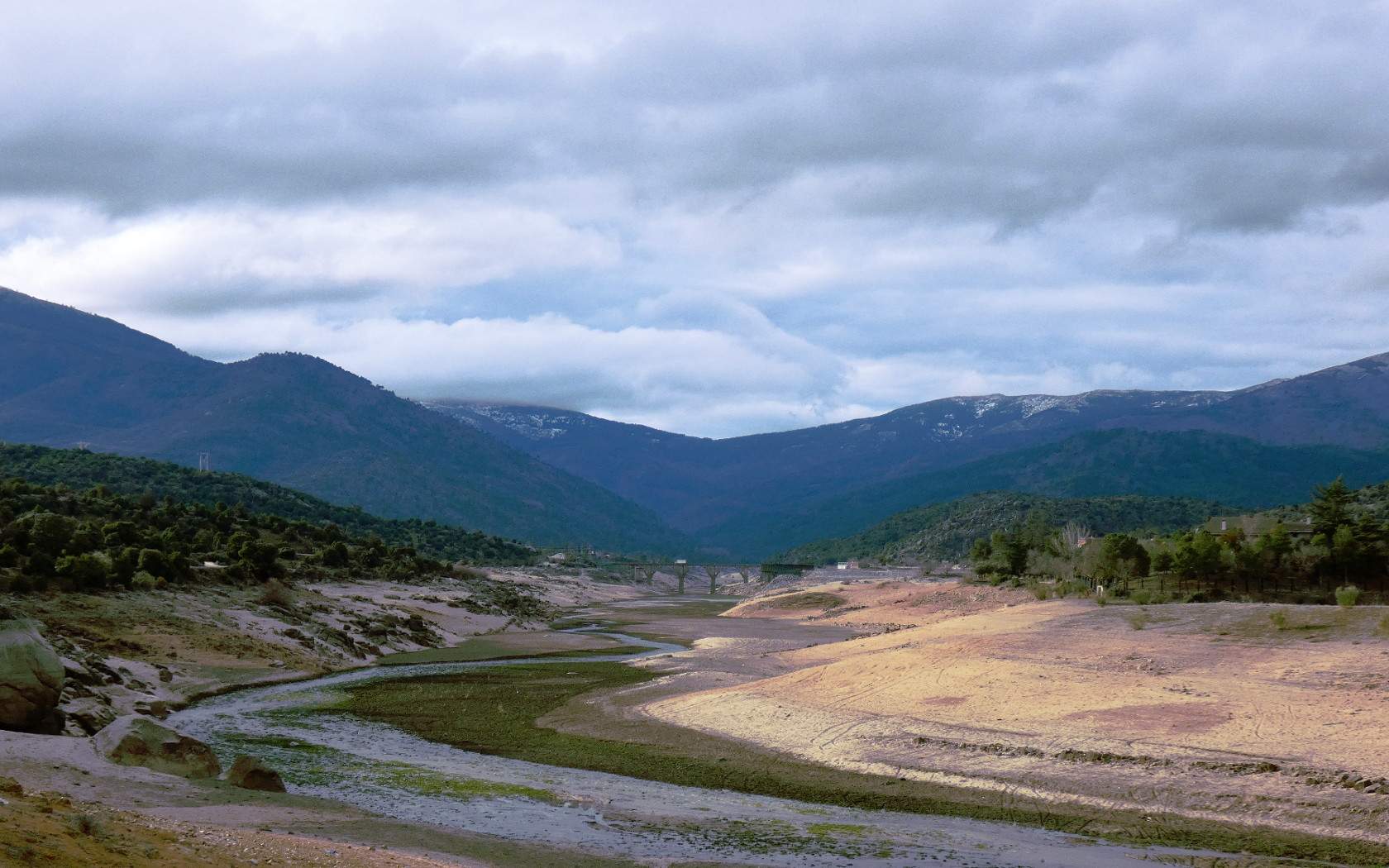
Curso bajo del río en una de las colas del embalse del Burguillo. Se observan en segundo plano un puente sobre el que pasa la carretera N-403 y, aún más lejos, la sierra de Gredos.

Perteneciente a la cuenca hidrográfica del Tajo, sus aguas terminan vertidas en el océano Atlántico.